# So-Called Chaos
«So-Called Chaos» — шостий студійний альбом канадської співачки Аланіс Моріссетт. Реліз відбувся 18 травня 2004 року.

## Список композицій
Автор музики і слів Аланіс Моріссетт. 
| Стандартне видання | Стандартне видання        | Стандартне видання |
| #                  | Назва                     | Тривалість         |
| ------------------ | ------------------------- | ------------------ |
| 1.                 | «Eight Easy Steps»        | 2:52               |
| 2.                 | «Out Is Through»          | 3:52               |
| 3.                 | «Excuses»                 | 3:32               |
| 4.                 | «Doth I Protest Too Much» | 4:03               |
| 5.                 | «Knees of My Bees»        | 3:38               |
| 6.                 | «So-Called Chaos»         | 5:03               |
| 7.                 | «Not All Me»              | 3:58               |
| 8.                 | «This Grudge»             | 5:07               |
| 9.                 | «Spineless»               | 4:15               |
| 10.                | «Everything»              | 4:36               |

| Додатковий матеріал | Додатковий матеріал                         | Додатковий матеріал |
| #                   | Назва                                       | Тривалість          |
| ------------------- | ------------------------------------------- | ------------------- |
| 11.                 | «Eight Easy Steps» (live from sessions@AOL) |                     |
| 12.                 | «Excuses» (live from sessions@AOL)          |                     |
| 13.                 | «This Grudge» (acoustic)                    |                     |
| 14.                 | «Making of So-Called Chaos» (video)         |                     |

| Бразильське видання (прихований трек) | Бразильське видання (прихований трек) | Бразильське видання (прихований трек) |
| #                                     | Назва                                 | Тривалість                            |
| ------------------------------------- | ------------------------------------- | ------------------------------------- |
| 11.                                   | «Offer»                               | 4:05                                  |

## Чарти
Тижневі чарти
| Чарт (2004)                                 | Позиція |
| ------------------------------------------- | ------- |
| Австралія (ARIA)                            | 15      |
| Австрія (Ö3 Austria Top 40)                 | 1       |
| Канада (Canadian Albums Chart) (Billboard)  | 2       |
| Нідерланди (MegaCharts)                     | 1       |
| Європейський Союз (European Top 100 Albums) | 1       |
| Франція (SNEP)                              | 5       |
| Німеччина (GfK Entertainment Charts)        | 1       |
| Ізраїль                                     | 12      |
| Італія (FIMI)                               | 4       |
| Шотландія (Official Charts Company)         | 12      |
| Швеція (Sverigetopplistan)                  | 10      |
| Швейцарія (Schweizer Hitparade)             | 2       |
| Велика Британія (Official Charts Company)   | 8       |
| США (Billboard 200)                         | 5       |

## Сертифікація та продажі
| Країна                | Сертифікат (таблиця продажів та сертифікатів) | Продажі  |
| --------------------- | --------------------------------------------- | -------- |
| Австрія (IFPI)        | Золото                                        | +10,000  |
| Німеччина (BVMI)      | Золото                                        | +100,000 |
| Швейцарія (IFPI)      | Платина                                       | +20,000  |
| Велика Британія (BPI) | Срібло                                        | +60,000  |